# Messiah (Messias)
Messiah (2008) ist der Titel eines Buches, das  ein Autor mit dem Pseudonym Antoine Derride SJ geschrieben hat. Es trägt den Untertitel Eine Dekonstruktion christlicher Theologie. Erschienen ist es im Passagen Verlag, Wien, Ende Oktober 2008, zu spät, um im Buch von Karl-Josef Kuschel, Professor an der Katholisch-Theologischen Fakultät der Universität Tübingen, Jesus im Spiegel der Weltliteratur  besprochen zu werden.

## Zur Begriffsklärung: Dekonstruktion
Obwohl das Pseudonym des Autors an Jacques Derrida erinnert, wird der Begriff der Dekonstruktion in  Messiah nicht ausschließlich im Sinne Derridas gebraucht.
De-Konstruktion ist hier als schöpferische Zerstörung christlicher Theologie dem Text immanent. Der Begriff ist hier nicht vergleichbar der  Dekonstruktion des Christentums von Jean-Luc Nancy.

## Inhalt
Messiah ist ein fiktives Dokument, dem ein Vorwort voran- und ein Nachwort mit dem Titel Und noch ein paar Enthüllungen nachgestellt sind. 

### Das Vorwort
In diesem Kapitel berichtet ein Ich-Erzähler, der Jesuit Antoine Derride, unter welchen Umständen er Ende November 2007 in den Besitz der Aufzeichnungen seines kurz zuvor verstorbenen Ordensbruders und Freundes Dr. Josef Stein gekommen ist.
Als ein Dokument bezeichnet er die Aufzeichnungen Steins, in denen dieser berichtet, dass ein geheimnisvoller Mann, der ihn besucht hat, der wiedergekommene Jesus Christus, der Messias sei. Der zum Teil recht satirische Text des verstorbenen Jesuiten irritiert Derride nicht weniger, als die Aussage  des Überbringers, er erkenne sich im fremden Besucher Steins wieder, so dass er – Derride – nachdem er die Echtheit des Textes Steins anhand eines Schriftvergleichs mit alten Briefen von diesem  überprüft hat, den Überbringer noch einmal trifft, um ihm diverse Fragen zu stellen. Seine Fragen und die  Antworten von Steins Besucher, der gemäß Derride noch anonym bleiben möchte, gibt er kurzgefasst in seinem Vorwort wieder.

### Das Dokument
Das Dokument ist ein in bezifferte Abschnitte verschiedener Länge unterteilter Text. Fast ein Roman.
Der alte, todkranke Jesuit Josef Stein erzählt darin sein eigenes Leben, wobei seine Herkunft an die von Max Horkheimer erinnert. Als einziger seiner Familie überlebte er den Holocaust, konvertierte nach Ende des Zweiten Weltkriegs zum Christentum und trat dem Jesuitenorden bei.  
Zweite Hauptperson des „Dokuments“ ist ein Mann, der Stein in seinen alten Tagen öfters besuchte und in dem Stein nun, kurz vor seinem Ableben, endlich den wahren „Tröster“ und „Fürsprecher“ (Paraklet) erkennt.
Stein erzählt in freier literarischer Bearbeitung von der ersten Begegnung mit dem fremden Besucher. Er erzählt über ihre diversen Gespräche über Gott und die Welt: über Pierre Teilhard de Chardin; über Filme wie Dogville und Im Reich der Sinne; über die an der Kabbala interessierte Sängerin Madonna; über Theodor W. Adorno und seinen Hund; die Performance-Künstlerin Marina Abramović; über Jean-Philippe Toussaint und sein Buch Das Badezimmer. Außerdem erzählt er aus dem Privatleben seines Besuchers und dessen Freundin Lourdes.

### Der Schluss"Und noch ein paar Enthüllungen"
Das Buch enthält viele intertextuelle Bezüge, etwa zu Malone stirbt von Samuel Beckett, zu Gedichten von Paul Celan, zu Werken des Schweizer Autors und Dr. h. c. der Theologie Peter Bichsel, wie auch – ganz am Rande – zu einem Roman des bekannten kubanischen Autors Guillermo Cabrera Infante, Drei traurige Tiger. An ein Kapitel aus diesem Buch – „Ein paar Enthüllungen“ – erinnert der letzte Teil, der fast nur aus leeren Seiten besteht. (Offenbar ein Witz des Autors und gleichzeitig eine Referenz an Infante.) Leere Seiten und dann, ganz zum Ende, ein Gedicht „...in memoriam Friedrich Nietzsche und Franz Overbeck“. Die Frage bleibt offen, ob es sich bei der Anspielung auf drei Tiger im Buch Messiah um die Anspielung auf eine (geheimnisvolle) Freundschaft dreier Männer handelt: Wahre Freundschaft zwischen Jesus von Nazareth und den zwei Genannten, dem Philosophen Nietzsche und dem Theologen Overbeck? Ausgeschlossen werden kann es nicht. Und nicht einzig diese Frage bleibt nach der Lektüre des Buches offen.

## Bedeutung
Messiah ist eine literarische Fiktion, die mit echten Dokumenten durchsetzt ist. Von theologischer oder religionsphilosophischer Relevanz ist der Text, weil durch ihn die Parusie Christi in der Jetztzeit ungewohnt überzeugend behauptet wird.  
Bemerkenswert ist in diesem Zusammenhang die messianische Kritik an christlicher Theologie. Diese findet sich am prägnantesten in der Forderung des wiedergekommenen Christus, christliche Theologie habe sich nach dem Holocaust in wesentlichen Glaubenspostulaten grundsätzlich in Frage zu stellen. Er tut dies zu einer Zeit, in der die christlich-jüdischen Beziehungen durch die Karfreitagsfürbitte „Für die Juden“ in der Fassung für den außerordentlichen Ritus von 2008 von Papst Benedikt XVI. neuerlich belastet werden, und er ergänzt dadurch auch Daniel Goldhagen, indem er religionskritisch über die Goldhagen-Debatte hinausweist.

## Zitate
Antoine Derride in seinem Vorwort: 
„Dieses Vorwort ist keine „Gebrauchsanweisung“, wie das Buch zu lesen sei. So, wie ich meinen Ordensbruder in Erinnerung habe, hätte er, lebte er noch, volles Vertrauen in den Leser. Ebenso viel Vertrauen, wie er in den Zufall hatte und in den Glauben, dass sein Manuskript einst in Buchform zum Leser finden werde. Ich selber habe – das gestehe ich – das Manuskript meines verstorbenen Freundes mit zunehmender Irritation gelesen, u. a. auch, weil ich meinen Namen darin fand...“ (S. 12)
Aus dem Dokument:
„Es könnte geradezu so aussehen, als hätte dieser Tod des einen Juden  doch nicht ganz gereicht zur Erlösung aller Getauften [...]  Es könnte so scheinen, als ob noch viele Juden eine Art „Opfertod“ hätten sterben müssen nach dem Opfertod des einen Juden damals.  Aber nein – es scheint offenbar nicht  so! Andernfalls nämlich die christliche Lehre des exklusiven „Opfertodes“ eines einzigen Juden die Shoah nicht hätte überleben können. Das Christentum as usual überlebte den Holocaust als Ideologie, als eine grosse Lüge.“ (S. 44)
„Es gibt keine wirkliche Versöhnung ohne theologische Konsequenz, sagte er damals zu mir. Ich erinnere mich genau. Und was sich bis heute nicht alles ‚interreligiöser Dialog‘ nennt! Ein Witz – das ist doch kein Dialog! Beim Wort Dialog steht nämlich kein griechisches di-, ‚doppelt‘ vorneweg, wie in dem ‚Dilemma‘, in das ein Jude sich bringt, wenn er ein Christ sein möchte. Vielmehr ein dia- ‚durch‘. In einem Dialog sprechen die Partner etwas ‚durch‘. Und darauf wie, in welcher Art, sie dies tun, weist das Stammwort lógos hin. Der Lógos bezeichnet eigentlich Verhältnisse, Lourdes hat mir dies erklärt, Zahlenverhältnisse zum Beispiel, wie zwei zu drei, eins zu zwei. Und entsprechende ‚Analogien‘ und Ableitungen wie logízesthai, ‚berechnen‘, Logismós, ‚Berechnung‘, deuten darauf, dass es bem Diálogos um mehr als ein ‚Durchsprechen‘, vielmehr um ein ‚Durchrechnen‘ geht. Lógos, ‚Verhältnis‘. Bei Heraklit, sagt Lourdes, benennt der Lógos die Ordnung, die die Welt ‚im Innersten zusammenhält‘, und eben auch die Vernunft, die uns diese Ordnung ein klein wenig verstehen lässt. Von daher die geläufige Bedeutung ‚Sprache‘, ‚Rede‘. Diálogos, dialogízesthai, das bedeutet nicht einfach ‚sich unterhalten‘, blablabla, nein, es geht dabei um ein beharrliches, wechselseitiges ‚Durchrechnen‘ einer Angelegenheit …“ (S. 116)
„Er fragte mich nach meinen Erinnerungen und ich erzählte ihm ein konkretes Beispiel: Der Himmel war blau an jenem besagten Tag damals und es erschien mir ein neuer Himmel in diesem Blau und eine neue Erde schien mir möglich unter diesem neuen Himmel. Ich durchschaute für einen Moment meinen Wahn: Die Welt würde nicht untergehen. Noch lange nicht. Möglicherweise würde ich vergessen werden, niemand würde sich an mich erinnern. Ich überlegte, wie dies zu verhindern wäre. Sollte ich doch schreiben? Wie macht man das, dass man sich selber überlebt? – Eitle Fragen!“ (S. 133)